# جيوفاني ستروبا
جيوفاني ستروبا (بالإيطالية: Giovanni Stroppa)‏ (24 يناير 1968 إيطاليا - ) هو لاعب كرة قدم إيطالي، يلعب كلاعب وسط.

## وصلات خارجية
جيوفاني ستروبا على موقع الاتحاد الأوربي (الإنجليزية)
- جيوفاني ستروبا على موقع قاعدة بيانات كرة القدم.إي يو (الإنجليزية)
- جيوفاني ستروبا على موقع ناشيونال فوتبول تيمز (الإنجليزية)
- جيوفاني ستروبا على موقع عالم كرة القدم.نت (الإنجليزية)